# 希佩尔-林道综合征
希佩尔-林道综合征（Von Hippel–Lindau disease，VHL综合征）是一种罕见的常染色体显性遗传性疾病，表现为血管母细胞瘤累及小脑、脊髓、肾脏以及视网膜。其若干病变包括肾脏血管瘤、肾细胞癌以及嗜铬细胞瘤等。疾病是因位于染色体3P25.3的VHL抑癌基因发生突变所致。

## 临床表现和症状

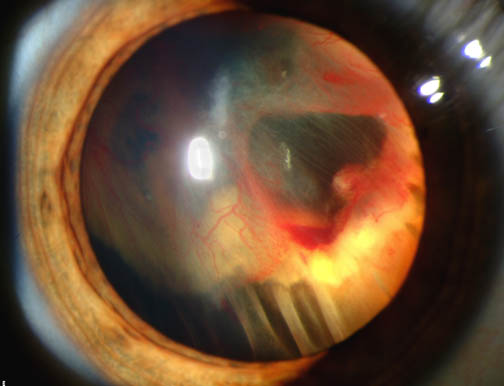
裂隙灯照片显示VHL疾病的视网膜分离

VHL的临床表现和症状包括血管瘤、血管母细胞瘤、嗜铬细胞瘤、肾细胞癌，胰腺囊肿（胰腺浆液性囊腺瘤）以及咖啡牛奶斑。37.2%的VHL患者表现为血管瘤，且通常累及视网膜，由此产生的失明十分常见。其他脏器也会受累，由此带来的中风、心脏病、心血管疾病也相当多见。

## 遗传学
希佩尔-林道综合征是因位于3号染色体短臂（3P25-26）的VHL抑癌基因突变所致。

VHL综合征是常染色体显性遗传模式

只是一个等位基因上的VHL基因突变，那么细胞内仍能产生有功能的VHL蛋白，肿瘤也不会发生。因为疾病的产生需要两个等位基因同时突变，所以第二个等位基因必需在体内至少一个细胞内发生突变，这就是所谓的二次突变假说。如果第二个等位基因发生突变，细胞就失去了可以产生功能性VHL蛋白的基因。VHL蛋白的丢失会导致有肿瘤特性的希佩尔- 林道综合征的发生。
遗传性VHL基因突变占到了80%。而大约20%的病例，是由于基因在生殖细胞（卵子或精子）形成时或在胎儿生长早期发生新的突变所致，这种情况非常罕见，因为在一个细胞中，原先均正常的两个等位基因同时发生突变的概率很低。无论是新的突变还是遗传性突变，前面提及的第二次突变对于肿瘤的发生是不可缺的。
疾病的发病年龄、对器官的影响和病变程度在不同患者中差别很大。这提示了第二次突变可发生在不同类型的细胞中，且发生在人生的不同阶段。

## 治疗
如今没有方法可以逆转患者VHL基因的突变。尽管如此，早期识别VHL综合征特征性的临床表现并进行治疗，这能从本质上减少并发症的发生并提高患者的生活质量。

## 历史

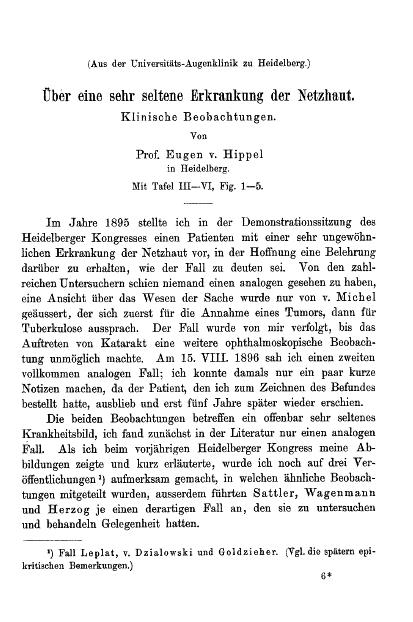
对于VHL疾病最早的描述

德国眼科医生Eugen von Hippel在1904年第一个描述了眼球内血管瘤的病例。Arvid Lindau在1927年描述了小脑及脊髓内血管瘤的病例。 疾病也因此用两人的姓氏命名。

## 人物
一些McCoy家族（即美国阿巴拉契亚和Hatfield家族有世仇的McCoy家族）以及Elliott家族的后裔患有VHL。在一篇美联社的报道中，一位来自范德堡大学的内分泌学家推测，Hatfield家族和McCoy家族间潜在的敌意，有一部分可能是由于VHL疾病导致的。报道指出，McCoy家族有脾气暴躁的倾向，因为家族中的许多人患有嗜铬细胞瘤，产生过多的肾上腺素，从而导致暴躁的脾气。 但是，嗜铬细胞瘤产生大量的肾上腺素，更多表现为惊恐发作而不是暴力袭击。未经治疗的患者会有罹患心血管疾病，心脏病以及中风的危险。只有大约20%的VHL患者有嗜铬细胞瘤。

## 命名
希佩尔-林道综合征还有其他不常见的命名，包括：视网膜血管瘤，囊肿性视网膜血管瘤（小脑及视网膜内血管瘤样囊肿形成），家族性小脑-视网膜血管瘤，小脑视网膜血管母细胞瘤，视网膜小脑血管瘤。